# Acropora cardenae
Acropora cardenae е вид корал от семейство Acroporidae.

## Разпространение и местообитание
Видът е разпространен в Австралия, Индонезия и Папуа Нова Гвинея.
Среща се на дълбочина около 55 m.